# 나시누
나시누(Nasinu)는 비치레부섬 동부에 위치한 피지의 도시로, 나이타시리 주의 주도이다. 면적은 4,500km2으로 피지의 도시 중 가장 크며, 인구는 87,446명(2007년 기준)이지만 행정 구분 상으로는 '마을'로 지정되어 있다.
나시누 및 수바의 노동력 대부분을 수용하고 있으며, 인도인들의 투자로 상업 지역으로 발전해 부동산 가치가 크게 증가하였다.